# Ivan Andrejevič Krilov
Ivan Andrejevič Krilov (rus. Иван Андреевич Крылов, 13. veljače 1768. – 21. studenog 1844.) bio je ruski basnopisac i komediograf.
Proslavio se svojim basnama, u kojima je često uz
općeljudske mane i poroke istodobno šibao i aktualna ruska društvena
i kulturna zbivanja po čemu se razlikovao od La Fontainea, kojega je
mnogo prevodio i prerađivao i u kojeg se u mnogočemu i ugledao.
Krilovljeve basne, pisane gipkim i jampskim stihovima i narodu bliskim
jezikom, uspjele su prodrijeti i do europskih čitatelja i do ruskog puka,
te pojedine Krilovljeve sentencije žive i danas kao narodne poslovice.

## Vanjske poveznice
,